# Tower Subway

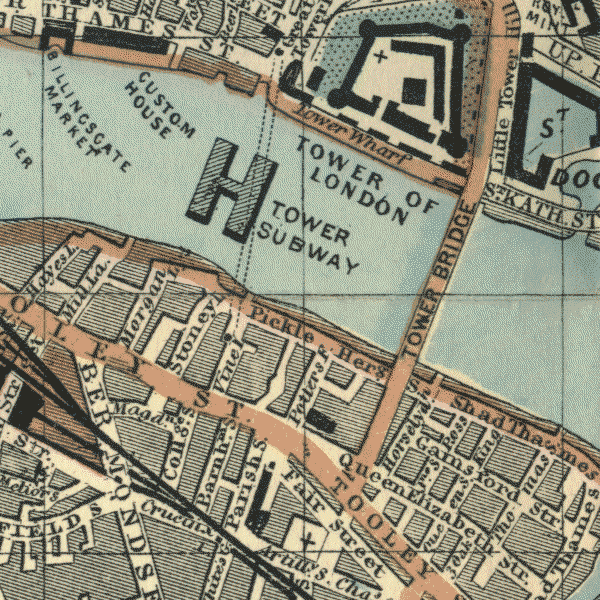
Locatie van de Tower Subway (1895)

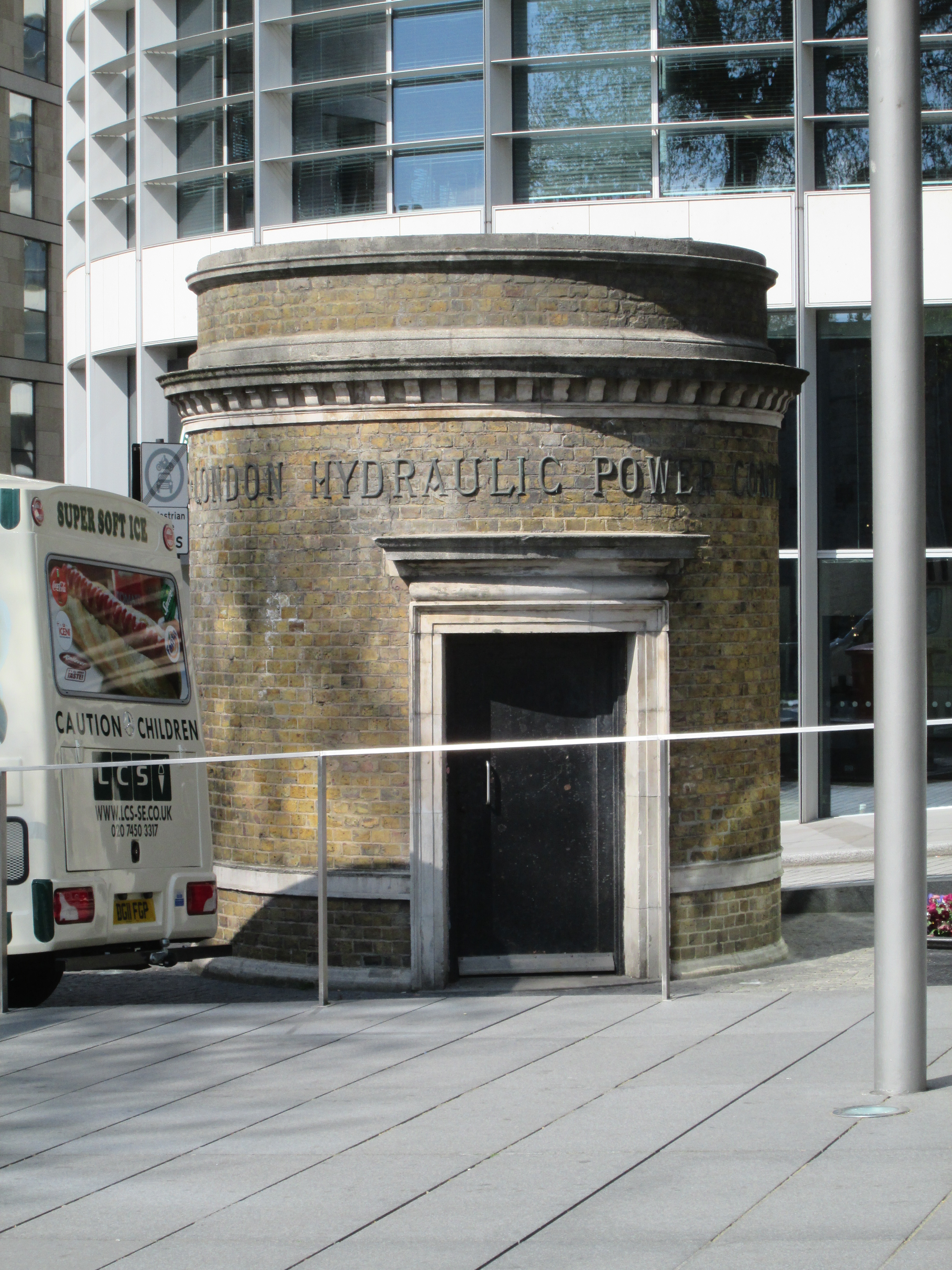
Ingang van de Tower Subway naast de Tower

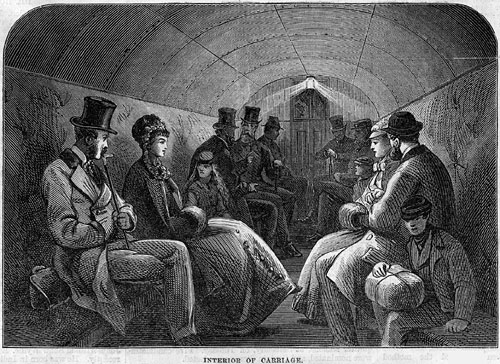
Interieur van een wagon van de Tower Subway (1870).

De Tower Subway is een voormalige tram- en voetgangerstunnel, nadien leidingtunnel onder de Theems in Londen nabij de Tower of London, zoals de naam al suggereert. De tunnel loopt tussen Tower Hill aan de noordelijke oever van de rivier naar Vine Lane aan de zuidzijde. De destijds innovatieve constructiemethode was in feite het prototype voor de aanleg van de City & South London Railway in 1890, de eerste "Tube" metrolijn. Hierbij wordt een tunnelbuis met een beperkte diameter aangelegd, waarbij voorheen grotere tunnels aangelegd werden waar volwaardige treinen doorheen konden.
De tunnel heet een subway naar Brits gebruik, een tunnel voor gebruik door voetgangers. Dit in tegenstelling tot het Amerikaanse gebruik van dit woord voor een ondergrondse metro.

## Bouw
In eerste instantie konden geen gegadigden gevonden worden voor de aanleg van de tunnel na de moeilijkheden bij de aanleg van de Thames Tunnel door Marc Isambard Brunel en zijn zoon Isambard Kingdom Brunel.
James Henry Greathead op dat moment pas 24 jaar oud, schreef in op de bouw van de tunnel en toegangsschachten samen met Peter W. Barlow en diens zoon Peter W. Barlow Jr. Ze ontwierpen en bouwden de tunnel in 1869–1870. Greathead ontwierp samen met Barlow Sr. een smeedijzeren tunnelschild, het Barlow-Greathead shield. Dit schild was een grote verbetering op het oorspronkelijke systeem van Marc Isambard Brunel zoals gebruikt bij de bouw van de Thames Tunnel.
Het schild had een diameter van 2,20 meter en was in feite een buis met dezelfde diameter als de uiteindelijke tunnel. Het schild was 1,40 lang en woog ongeveer twee ton. Aan de voorzijde bevond zich een ruimte waar gegraven werd, aan de achterzijde bevonden zich met de hand bediende schroeven die drukten tegen de aangebrachte tunnelsegmenten. Zodra het schild ver genoeg gevorderd was werden de schroeven terug gedraaid en werd een gietijzeren ring aangebracht. Hierna werden de schroeven weer op spanning gebracht tegen de nieuwe ring en ging het graven weer verder.
In feite is dit exact dezelfde werkwijze zoals gebruikt door hedendaagse tunnelboormachines, zij het in mechanische en veel grotere vorm.
Aan beide uiteinden werd een schacht gebouwd. De noordelijke schacht was 18 meter diep, de zuidelijke 15 meter.
De tunnel werd door de London Clay geboord. Deze bodemlaag bestaat uit vaste klei en is veel steviger dan de losse bodem waarin de Thames Tunnel gegraven is.
Het graven van de tunnel zelf vond plaats tussen april en december, waarbij het gedeelte onder de rivier in slechts 14 weken uitgevoerd is. Dit was een grote verbetering ten opzichte van de Thames Tunnel. De belangrijkste reden hiervoor was dat de doorsnede van de tunnel, en dus de hoeveelheid graafwerk slechts een twintigste bedraagt van de Thames Tunnel.
Een andere verbetering is het gebruik van gietijzeren delen in plaats van metselwerk voor de wand van de tunnel.

## Gebruik
De tunnel werd geopend op 2 augustus 1870. In de tunnel werd een kleine kabeltram geïnstalleerd die heen en weer reed tussen beide uiteinden van de tunnel. De tram kon 12 passagiers vervoeren en maakte de rit in 70 seconden. Doordat het rijtuig maximaal 2,1 meter hoog kon zijn was de ruimte aan boord beperkt. De snelheid van het rijtuig was vrij laag. In november 1870 ging de onderneming failliet omdat het aantal vervoerde passagiers te laag was.
De tunnel werd omgebouwd tot een voetgangerstunnel en het aantal klanten nam toe tot een miljoen per jaar. Iedere voetganger betaalde een halve penny per oversteek.
Door de opening van Tower Bridge in 1894 liep het aantal voetgangers snel terug en in 1898 werd de tunnel gesloten voor het publiek en verkocht aan de London Hydraulic Power Company die de tunnel ging gebruiken als leidingtunnel,
In 1940 belandde een Duitse vliegtuigbom vlak bij de tunnel en door de inslag werd de tunnel vervormd tot een diameter van 1,20 meter. Tijdens de reparatie bleek dat de tunnel na 70 jaar nog steeds in goede conditie verkeerde.
De hydraulische leidingen van de London Hydraulic Power Company zijn vervangen door telecommunicatiekabels en waterleidingen.